# Delfino Thermignon
Delfino Thermignon (Torino, 26 maggio 1861 – Narzole, 30 maggio 1944) è stato un direttore di coro e compositore italiano.

## Biografia
Studia con Carlo Pedrotti, Carlo Fassò e Lorenzo Bellardi presso il Liceo Musicale di Torino, sua città natale. Dopo il diploma, nel 1883 si trasferisce a Ratisbona per completare i suoi studi con Franz Xaver Haberl, alla Kirchenmusikschule che Haberl stesso aveva fondato nel 1874, centro propulsore del cosiddetto Movimento Ceciliano e della diffusione delle opere complete di Palestrina e Orlando di Lasso. Presso lo stesso Liceo Musicale in seguito ha insegnato teoria musicale, canto corale e canto. Successivamente, tra il 1890 e il 1900 è stato direttore dell'Accademia di Canto Corale Stefano Tempia di Torino.
Nel 1900 è stato nominato direttore della Cappella Marciana nella Basilica di San Marco a Venezia, carica che ha ricoperto fino al 1921. Successivamente torna a Torino, dov'è docente al Liceo Musicale fino 1932.
Muore a Narzole nel 1944.

## Composizioni
- Un'Astuzia d'amore, opera (1890)
- L'Assedio di Canelli, opera (1894)
- San Marco, oratorio (1908)
- L'Annunciazione di Maria Vergine, oratorio (1911)
- Missa Te Rogamus Domine, a 3 voci
- Missa pro defunctis secunda
- Messe, mottetti e vari brani sacri, tra cui il celebre Quasi leo fortissimus che viene eseguito ogni anno il giorno di San Marco in Basilica